# Federico Bencivenni

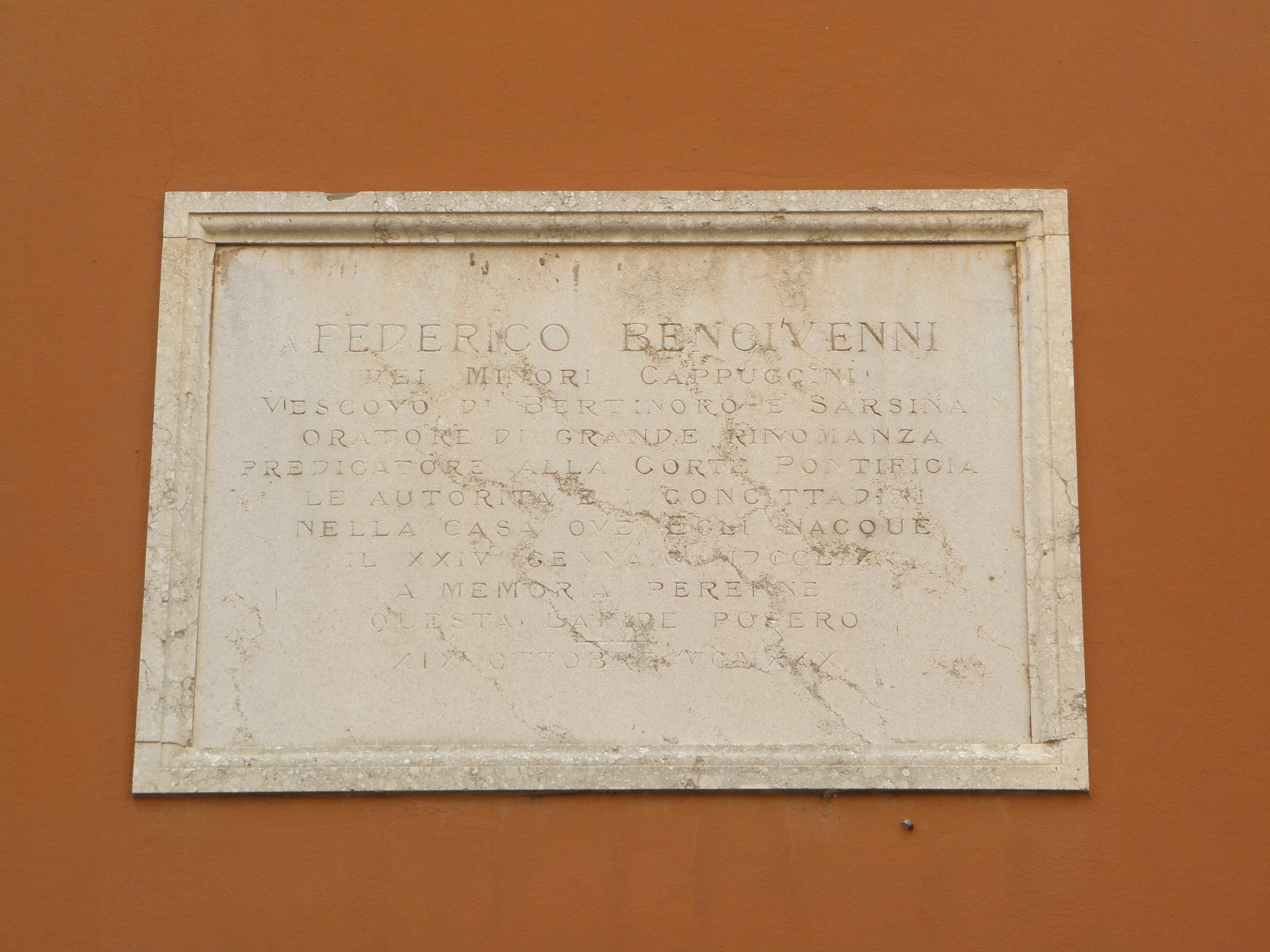
Gedenktafel für Federico Bencivenni an seinem Geburtshaus in San Giovanni in Persiceto

Federico Bencivenni OFMCap (ursprünglich Mauro Bencivenni; * 22. oder 24. Januar 1759 in San Giovanni in Persiceto; † 19. November 1829) war ein italienischer Ordensgeistlicher und Bischof.

## Leben
Seine Eltern waren Vincenzo Bencivenni und Rosa Vendini. Mauro Bencivenni legte am 22. März 1776 in Cesena als 17-Jähriger die Profess im Kapuzinerorden ab, für den er am 23. März 1773 den Habit empfangen hatte, und nahm den Ordensnamen Federico da San Giovanni in Persiceto an. Die Priesterweihe empfing er am 22. Dezember 1781. Er war zwischen 1791 und 1801 Lektor für Philosophie und Theologie in Ravenna, Faenza, Imola und Bologna. Im Jahr 1803 wurde er von Papst Pius VII. zum Apostolischen Prediger ernannt. 1805 war er Examinator der Bischöfe in Theologie.
Papst Pius VII. ernannte ihn am 14. April 1817 zum Bischof von Bertinoro. Die Bischofsweihe spendete ihm am 20. April desselben Jahres der Kardinalbischof von Porto e Santa Rufina, Antonio Dugnani; Mitkonsekratoren waren die Erzbischöfe Fabrizio Sceberras Testaferrata und Pietro Caprano. Mit dem Zusammenschluss der Diözesen Bertinoro und Sarsina am 1. September 1824 wurde er Bischof auch der letzteren.
Fünf Jahre später starb Federico Bencivenni. Er hinterließ eine Reihe von Hirtenbriefen.